# Rhodostrophia tabidaria
Rhodostrophia tabidaria là một loài bướm đêm trong họ Geometridae.